# Péndulo de torsión
El péndulo de torsión consiste en un hilo o alambre de sección recta circular suspendido verticalmente, con su extremo superior fijo y de cuyo extremo inferior se cuelga un cuerpo de momento de inercia I conocido o fácil de calcular (disco o cilindro). Cualquier movimiento puede descomponerse como combinación de movimientos lineales 
y de rotación. 

## Determinación del periodo de las oscilaciones

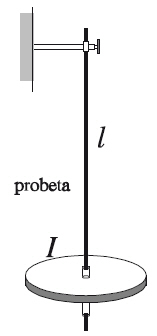
Péndulo de torsión sencillo para demostraciones en el laboratorio

Al aplicar un momento torsional M en el extremo inferior del hilo, éste experimenta una deformación de torsión. Dentro de los límites de validez de la ley de Hooke.

(1){\displaystyle M=\tau \phi \,}

| Símbolo               | Nombre                                                  |
| --------------------- | ------------------------------------------------------- |
| {\displaystyle M}     | Momento torsional aplicado                              |
| {\displaystyle \tau } | Coeficiente de torsión del hilo o alambre de suspensión |
| {\displaystyle \phi } | Ángulo de torsión                                       |

El coeficiente de torsión del hilo o alambre de suspensión, cuyo valor depende de su forma y dimensiones y de la naturaleza del material. Para el caso de un hilo o alambre es

(2){\displaystyle \tau ={\frac {\pi }{32}}G{\frac {D^{4}}{l}}}

| Símbolo           | Nombre                                           |
| ----------------- | ------------------------------------------------ |
| {\displaystyle D} | Diámetro del alambre                             |
| {\displaystyle l} | Longitud                                         |
| {\displaystyle G} | Módulo de rigidez del material que lo constituye |

Debido a la elasticidad del hilo (rigidez), aparecerá un momento recuperador igual y opuesto al momento torsional aplicado; cuando se haga desaparecer el momento torsional aplicado, el sistema se encontrará en las condiciones precisas para iniciar un movimiento oscilatorio de torsión, concomitante con las oscilaciones de rotación de la masa suspendida del hilo o alambre. Igualando el momento recuperador -τφ al producto del momento de inercia I del sistema por la aceleración angular α=d2φ/dt2, tenemos la ecuación diferencial del movimiento de rotación:

(3){\displaystyle -\tau \phi =I{\ddot {\phi }}\qquad \qquad \Rightarrow \qquad \qquad {\ddot {\phi }}+{\frac {\tau }{I}}\phi =0\,}

que es formalmente idéntica a la ec. dif. correspondiente a un movimiento armónico simple. Así pues, las oscilaciones del péndulo de torsión son armónicas, y la frecuencia angular y el período de las mismas son

(4){\displaystyle \omega ={\sqrt {\frac {\tau }{I}}}\qquad \qquad \Rightarrow \qquad \qquad T=2\pi {\sqrt {\frac {I}{\tau }}}}

NOTA: El mecanismo de los relojes de pulsera mecánicos, accionado mediante un resorte espiral, tienen un periodo de oscilación que puede calcularse mediante la fórmula anterior. El reloj está regulado mediante el ajuste del momento de inercia de la rueda de inercia {\displaystyle I\,} (mediante unos tornillos de la rueda de inercia) y de forma más precisa mediante el cambio del coeficiente de torsión {\displaystyle \tau \,}.

## Usos y aplicaciones
El péndulo de torsión constituye el fundamento de la balanza de torsión y de un buen número de dispositivos y mecanismos.

### Medida de módulo de rigidez
Mediante la determinación precisa del período de oscilación del péndulo de torsión podemos calcular el valor del coeficiente de torsión τ de la probeta, y a continuación el valor del módulo de rigidez G del material ensayado.

### Medida de momentos de inercia
Añadiendo al cuerpo suspendido otro cuerpo de momento de inercia desconocido {\displaystyle I'}, el nuevo periodo de oscilación por torsión será:

(5){\displaystyle T'=2\pi {\sqrt {\frac {I+I'}{\tau }}}}

de modo que eliminando {\displaystyle \tau } entre las ecuaciones (4) y (5) obtenemos

(6){\displaystyle I'=\left({\frac {T'^{2}}{T^{2}}}-1\right)I}

que nos permite calcular el momento de inercia del cuerpo añadido.